# Drosophila falleni
Drosophila falleni är en tvåvingeart som beskrevs av Wheeler 1960. Drosophila falleni ingår i släktet Drosophila och familjen daggflugor.
Artens utbredningsområde täcker stora delar av Nordamerika, från British Columbia och Quebec i norr till Colorado och Texas i söder.